# Walter Studer

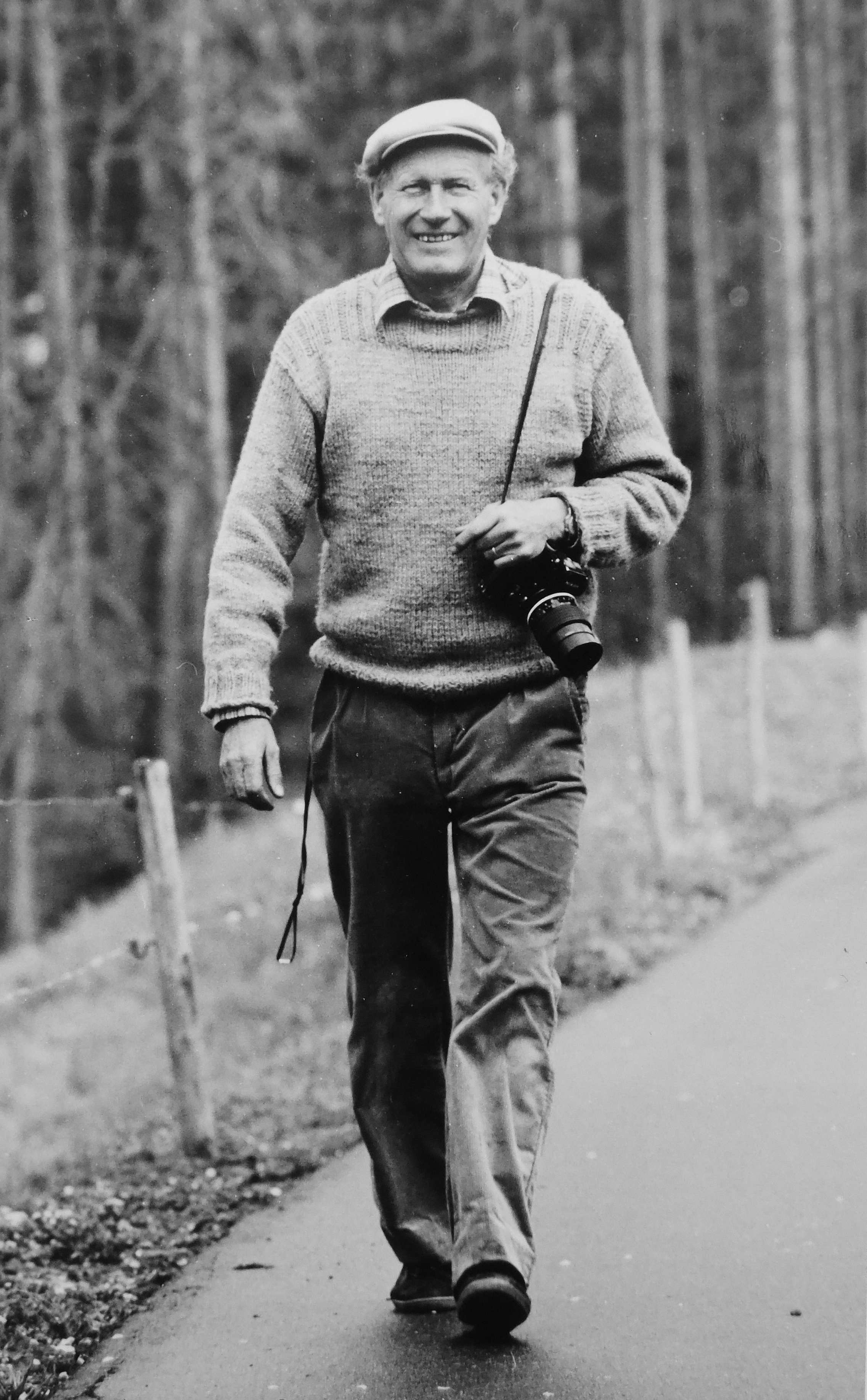
Walter Studer 1981

Walter Studer (* 22. April 1918 in Adelboden; † 27. April 1986) war ein Schweizer Fotograf.

## Leben/Werk
Walter Studers Vater Fritz Studer war Fotoamateur und mit den Fotografen Emanuel Gyger und Arnold Klopfstein aus Adelboden befreundet. Walter Studer und sein Bruder Alfred lernten als Kinder im umgenutzten Badezimmer die Prozesse im Fotolabor kennen.
Walter Studer machte seine Fotografenlehre bei Robert Kissling und dessen Nachfolger Gottfried Tschanz in Spiez von 1935 bis 1937, danach arbeitete er in verschiedenen Kurorten, wie z. B. Mürren, Villars und Rigi-Kaltbad als Sportfotograf. Zwischen 1941 und 1948 arbeitete er als Reporter für das Berner Büro der Photopress Zürich (Heute Keystone-SDA).
1948 eröffnete Walter Studer sein eigenes Geschäft in Bern. 1951 schloss er sich mit Fernand Rausser, Hans Keusen und Kurt Blum zur «Groupe carré» zusammen. Auch porträtierte er in dieser Zeit verschiedene Persönlichkeiten wie Grace Kelly, Elizabeth Taylor, Louis Armstrong, Carl Albert Loosli, Mani Matter und Meret Oppenheim. Zusätzlich zur Arbeit für die Presse kamen ab den 1960er Jahren Aufträge für die Industrie und öffentliche Unternehmen hinzu. Für die SBB machte er beispielsweise Aufnahmen, die als Plakatsujets oder für Broschüren und Kalender dienten. 1962 fuhr Walter Studer mit der Schweizer Fussball-Nationalmannschaft nach Chile und bereiste im Anschluss das Land. Ab 1974 fotografierte er für die SBB-Revue Schweiz-Suisse-Svizzera und die Swissair Gazette gemeinsam mit seinem Sohn Peter Studer, der heute seinen Nachlass verwaltet.
Walter Studer war seit 1943 mit Rose Roth (1918–2000) verheiratet, mit der er vier Kinder hatte.

## Auszeichnungen
- 1951: Mostra fotografica dello sport, primo premio assoluto (Stanfield) & primo premio automobilissima (Fangio), Rom.[5]
- 1962: World Press Photo, 2. Platz, Holland.[6]
- 1966: Bestes Plakat «Eis und Schnee-SBB».
- 1972: Bestes Plakat «Abwarten-Bahnfahren» SBB.
- 1977: Diplom Europhot, Belgrad.
- 1978: Hasselblad Award, Göteborg.

## Fotobücher
- 1974: Revue Schweiz. Ca. 140 Nummern von 1972–1986, Monatszeitschrift, SVZ Zürich. (Walter Studer und Peter Studer).
- 1983: Walter Studer: Das Emmental in den fünfziger Jahren. Text E. Eggimann. Rentsch Verlag, Zürich.
- 1983: Fotografen aus dem Kanton Bern. Kantonale Kommission für Foto und Film (Hg.). Bern.
- 1987: La Suisse dans tous les états. Portraits des 26 cantons. Alain Pichard. 24 Heures, Lausanne. (Walter Studer und Peter Studer).
- 1987: Notre Jura. Le pays secret des Français et des Suisses. Max Mittler (Hg.). Edition 24 Heures, Lausanne. (Walter Studer und Peter Studer).
- 1988: Pässe, Brücken, Pilgerpfade. Max Mittler. Artemis Verlag Zürich. (Walter Studer und Peter Studer)
- 1992: Photographie in der Schweiz von 1840 bis heute. Schweizerische Stiftung für die Fotografie (Hg.). Benteli, Bern.
- 1995: Das Berner Oberland und seine Fotografen. Vom gleissenden Firnen, smarten Touristen und formvollendeten Kühen. Paul Hugger, Thun.
- 2000: Fotografie im Emmental. Idyll und Realität. Markus Schürpf. Kunstmuseum Bern.
- 2009: Skateboard, Käse und Badewannen. Emmentaler Bildergeschichten 1952–2009. Herausgeber.ch Bern (Walter Studer und Peter Studer)
- 2012: Merets Funken. Meret Oppenheim, Kathleen Bühler. Kerber Verlag, Deutschland.
- 2014: Rare Bilder einer abgeschottete Welt. Eine Bestandesaufnahme über Fotografie von Heim- und Verdingkindern in der Schweiz. Teil 1: Reportagen aus Illustrierten und Publikationen 1936–1991. Markus Schürpf. Fotobüro Bern.
- 2018: Walter Studer 1918–1986. Heft 8. Kornhausforum Bern.

## Ausstellungen

### Einzelausstellungen
- 1985: Emmental 1950–1979, Kornhaus Galerie, Bern (Walter Studer und Peter Studer).
- 1990: Zeitabschnitte, Photoforum Pasquart, Biel/Bienne (Walter Studer und Peter Studer).
- 2006: Eine Stadt steht still, Stadtarchiv Erlacherhof, Bern.
- 2014: Walter Studer – Berns Norden, Galerie 9a, Bern.
- 2018: Walter Studer Fotograf 1918–1986 Retrospektive, Kornhausforum, Bern.
- 2018: Walter Studer Fotograf 1918–1986 Retrospektive, Alterszentrum Sumiswald.

### Gruppenausstellungen
- 1985: Groupe carré, Galerie 33, Bern.
- 1952: Weltausstellung der Photographie Luzern, Kunsthaus Luzern.
- 1953: Post-War European Photography, Museum of Modern Art, New York.
- 1957: Kind und Welt – Reportagen, Galerie 33, Bern.
- 1974: Photographie in der Schweiz von 1840 bis heute (Wanderausstellung), Schweizerische Stiftung für die Photographie, Kunsthaus Zürich.
- 1984: So sehen Berufsfotografen Menschen und Arbeit im Kanton, Kornhaus, Bern.
- 1985: Acht Berner Pressefotografen, Orangerie Elfenau, Bern.
- 1986: Emmental, Kornhaus, Herzogenbuchsee. (Walter Studer und Peter Studer).
- 2000: Unsere Gemeinde Sumiswald vor 40 Jahren, eine Fotodokumentation von Walter Studer und Fredo Meyer-Henn, Kirchgemeindehaus, Sumiswald.
- 2016: Die dörfliche Schweiz. Sumiswald 1962/63, Fotoreportage von Fredo Meyer-Henn und Walter Studer.
- 2017: 20. Kunstausstellung Trubschachen, Dokumentation der ersten Ausstellung von 1955, Trubschachen.